# Gurú

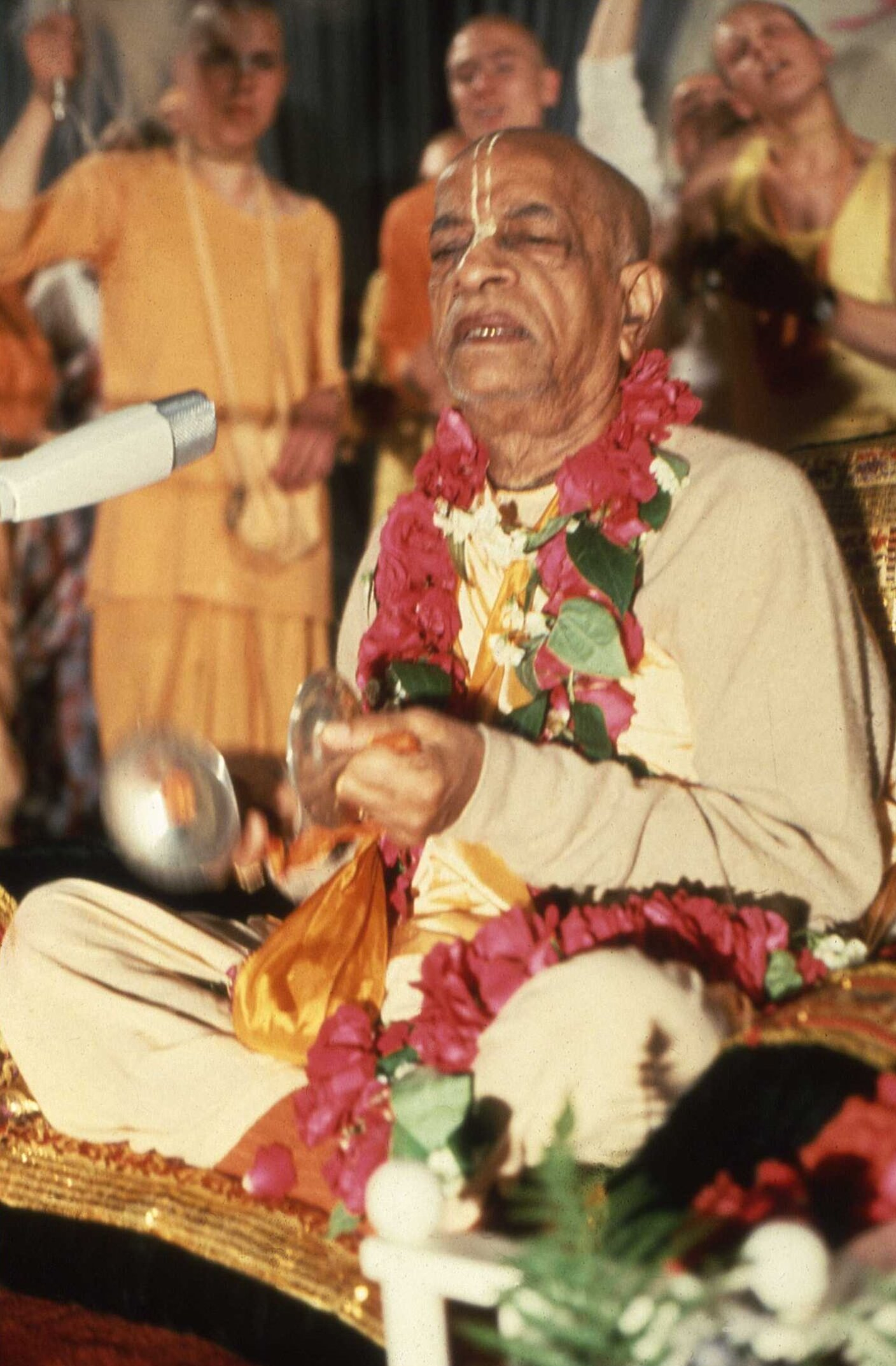
El gurú Srila Prabhupada en 1974

En el marco del hinduismo, el gurú significa ‘maestro espiritual’. Desde hace muchos siglos este término se ha empleado en la India.
Al maestro espiritual se le consideraba una persona importante que mostraba el sendero del yoga, enseñaba las técnicas de meditación y a quien se le pedían consejos. Aquel que pone luz en la oscuridad.

## Nombre sánscrito
- guru, en el sistema AITS (alfabeto internacional para la transliteración del sánscrito).[1]
- गुरु, en escritura devanagari del sánscrito.[1]
- Pronunciación: /gurú/ en sánscrito[1]

En femenino se escribe gurvī y se pronuncia guruí.

## Historia de la palabra
En el Rig-veda (el texto más antiguo de la India, de mediados del II milenio a. C.), gurú no significaba ‘maestro’, sino ‘pesado’.
Recién en los textos de Iagña Valkia (posiblemente en el siglo VI a. C.), gurú pasó a significar ‘maestro’. En los Upanishads (compuestos posiblemente desde el siglo V a. C.) esta palabra se volvió usual.

### Definiciones de la palabra
- Gurú: ‘pesado’ (opuesto a laghú); según el Rig-veda (1.39.3 y 4.5.6), el Atharva-veda y el Gana-ratna-mahodadhi (101: guru-śauṇḍādi: ‘devoto [literalmente: borracho, alcohólico] del gurú’).
- Gurú: ‘alto en grado, vehemente, violento, excesivo, dificultoso, duro’; según el Rig-veda y el Majabhárata.
- Gurú: ‘[comida] pesada en el estómago’, difícil de digerir; según el Majabhárata (1.3334) y el texto del médico Sushruta.
- Gurú: ‘importante, serio, de suma importancia, muy crítico’; según el Majabhárata.
- Gurú: ‘grande, extenso, largo’; según un texto de Iagñavalkia;
  - también guru-kratu; según un texto de Bhartrijari.
- Gurú: ‘vocal larga’, en prosodia; según la categoría pratishakhia.
  - Una vocal larga, ya sea por naturaleza o por posición, se llama garīyas; según el Rig-veda-pratishakhia (18.20), según Panini (1-4, 11 y 12).
- Gurú: ‘grave, doloroso, severo’; según el Meghaduta (80).
- Gurú: ‘valioso, muy apreciado’; según el texto de Iagñavalkia (2.30), menciona que gurú = garīyas.
- Gurú: ‘altivo, orgulloso’ (especialmente un discurso); según el Pañchatantra.
- Gurú: ‘cualquier persona venerable y respetable, como el padre, la madre o cualquier pariente mayor que el hablante’; según el Gobhila-sraddha-kalpa, el Shankhaiana-grijia-sutra y el Manu-smriti.
- Gurú: ‘un amo o preceptor espiritual’ (de quien un joven recibe el mantra de iniciación, que lo instruye en los shastras ―escrituras sagradas hinduistas― y conduce las ceremonias necesarias para tal investidura, las cuales son llevadas a cabo por el acharia); según Iagñavalkia (1.34), el Rig-veda-pratishakhia, el Ashwalaiana-grijia-sutra, el Paraskara-grijia-sutra y el Manu-smriti.
- Gurú: ‘el jefe de algo’, según textos de Chanakia y el Raghu-vamsha (2.68).
- Gurú: el autor de un mantra de los śāktas.
- Gurú: el maestro de los dioses, Brijaspati; según el Manu-smriti (11).
- Gurú: por extensión, el planeta Júpiter (dirigido por Brijaspati); según los textos de Yiotisha (astrología hinduista), el Brijat-samjita de Varaja Mijira y los textos de Bhartrijari.
- Gurú: el maestro de Pandu, Drona; según lexicógrafos (tales como Amara Simja, Jalaiuda, Jema Chandra, etc.).
- Gurú: nombre de Prabha-Kara (celebrado maestro de la doctrina mimamsa, siempre mencionado junto con Kumarila); según el  Sankshepa-shankara-viyaia (6.50 y 15.157).
- Gurú o Gurú-dharma: ‘venerable’, la novena mansión astrológica; según el Brijat-samjita de Varaja Mijira (1.16).

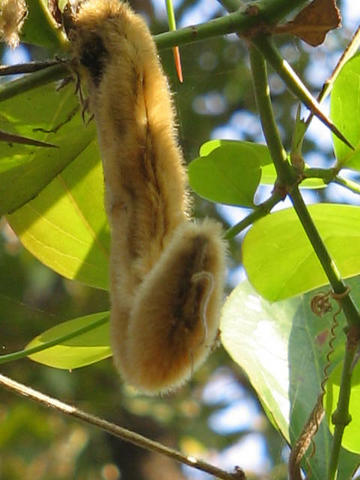
El gurú es una leguminosa tropical altamente alergénica.

- Gurú: Mucuna pruriens, leguminosa tropical de la familia de las Fabáceae; es conocida como grano de terciopelo, pica, picapica, frijol terciopelo, chiporazo, chiporro, ojo de buey, ojo de venado, fogaraté, kapikachu, grano del mar, kratzbohnen, konch, yerepe y atmagupta; según lexicógrafos (tales como Amara Simja, Jalaiuda, Jema Chandra, etc.).
- Gurú: nombre de un hijo de Samkriti; según el Bhágavata-purana (9.21.2).
- Gurú: en modo dual significa ‘padres’ u otras personas venerables; según el Majabhárata, el Manu-smriti (4), el Vikramorwashi (5.10) y el Kathá-sarit-ságara.
- Gurú: ‘en plural se refiere a una apelación honorífica a un preceptor (cuyo nombre también se debe poner en plural), según los textos yaina y el Jitopadesha.
- Gurú: ‘grande [que carga un bebé]’, embarazada; según lexicógrafos (tales como Amara Simja, Jalaiuda, Jema Chandra, etc.).
- Gurú: ‘la esposa de un gurú’(Gurú Mā).

## Etimología
En casi todos los idiomas actuales de la India el término gurú significa ‘pesado’, como opuesto a laghú (‘liviano’). Proviene del antiguo idioma sánscrito gurú, y este proviene de la raíz indoeuropea *gʷerə, y esta del protoindoeuropeo *gʷr̥ə.
De ese término indoeuropeo derivó el término
en latín gravis (de donde proviene el español «grave»),
el griego βαρύς /barús/ (‘pesado’, de donde proviene el español barómetro),
el gótico kauriths (‘pesado’) y
el lituano giéras (‘pesado’).
El término gurú está relacionado con la palabra guirí (‘montaña’).
Algunos ejemplos:
- gurú bhrit: ‘que sostiene pesos’, la Tierra.
- gurú udara-tuá: ‘calidad de barriga pesada’, dispepsia.

Según el Diccionario de la lengua española de la Real Academia Española, proviene del sánscrito gurú, variante de gurús; propiamente 'pesado, grave'.
A partir de la utilización metafórica que Iagña Valkia dio a la palabra «pesado» (potente en conocimiento), se creó una etimología popular, que quedó registrada en la Adwaia-taraka upanisad:

gu shabdas tu andhakarah siat

ru shabdas tan nirodhakáh

andha kara nirodhituát

gurur iti abhidhíiate

El sonido gu es la oscuridad,

el sonido ru, eso destruye.

Aquel que de la oscuridad hace la destrucción,

como gurú a ese se lo conoce.

Esa etimología inventada se repitió siglos después en el Gurú-guita (del Markandeia-purana).
Desde  2001 la RAE lo acepta en su diccionario, por lo que ya no se escribe con letra cursiva, sino redonda.

## Tradición
Muchas veces el gurú (que únicamente podía ser de la casta bráhmana o chatría), era el mismo padre, que iniciaba en la recitación de un mantra a su discípulo (en su etapa de brahmachari o de estudio del Brahman), le instruía en los sastras (Escrituras sagradas) y finalmente conducía como sacerdote la ceremonia necesaria para la investidura, que era realizada por un acharia (maestro).
El alumno era llamado brahmachārī, chela o shishia.

## Gurukula
Ya en el siglo IV a. C., el gramático Panini menciona el término gurukula (‘casa del maestro’). En el Majabhárata (texto epicorreligioso del siglo III a. C.) existen varias historias acerca de que los niños hinduistas vivían varios años en la casa de un brahmán, donde oficiaban de sirvientes personales.
Por extensión, gurú se ha convertido en la palabra utilizada para designar al iniciador o jefe de una creencia enseñada en el contexto de un áshram o un gurukula (escuela), donde todos los miembros son considerados parte de la familia (kula) del gurú.
En el movimiento Hare Krishna (creado en 1967) se fundaron muchas gurukulas, lideradas por brahmacharis (monjes masculinos célibes) con gran estudio o formación en pedagogía. Hay evidencia de que en 1970, durante el reinado de Srila Prabhupada (1896-1977), el fundador del movimiento, había estudiantes que eran extremadamente talentosos y tenían grandes valores morales.. Aunque hay muchos grandes gurukuls, todavía hay incidentes en los que algunos estudiantes de gurukul no son tratados bien..
Pero ISKCON tiene algunos de los mejores gurukuls del mundo.

## Gurú purnima
Gurú purnima, el cumpleaños del gurú, es el día del año en el que se homenajea al maestro espiritual.
La fecha de la celebración se mueve cada año de acuerdo al calendario hinduista (lunar).
En este día se adora no solo al gurú personal, sino también a todos los demás maestros.

## El gurú en el yoga
El gurú no sería un simple profesor de religión o sacerdote brahmán, sino que hace referencia a un ser autorrealizado o alma iluminada, igual que el rey Rama, Krisná, Buda, etc.
El gurú es quien saca discípulo de la «oscuridad» reflejada en la ilusión del mundo (Maya y/o Mara), la cual genera la ignorancia de la conciencia limitada (debida a la identificación del discípulo con el cuerpo físico y a su naturaleza ilusoria). Así el gurú puede ayudar a revelar la «luz» de la conciencia divina, oculta en el interior del discípulo, que para ello debe seguir las técnicas y el camino espiritual que le enseña el gurú (meditación, devoción, oración, etc.).

## Humildad del discípulo
El hinduismo enfatiza la entrega del discípulo al gurú. Un refrán relacionado dice que «la puerta de la iluminación (samādhi) es muy baja, y nadie puede entrar sin agachar la cabeza» (controlar el propio ego).

## Gurúes conocidos
Grandes gurúes de la antigüedad habrían sido:
- Rama
- Krisna
- Buda
- Kabir
- Gurú Nanak (el primero de los gurúes sijes).

## Gurúes no mitológicos
- Madhvacharya

- Lajiri Majasaia
- Majarishi Majesh Yogui
- Osho
- Prabhupada
- Srila Bhakti Vinod Thakur
- Srila Bhakti Siddhanta Saraswati
- Yogananda
- Yukteswar
- Vivekananda
- Ramanujacharya
- Sai Baba
- Sadhguru

## Gurúes no religiosos
En sentido figurado, el término gurú es utilizado para denominar a una persona que posee ciertas cualidades que hacen de él un experto en una materia concreta. Un ejemplo típico sería Richard Stallman como gurú o profeta del movimiento GNU.